# 屈原
屈原（前342年2月17日—前278年6月6日），羋姓，屈氏，名平，字原，以字行，楚國丹陽（今湖北省秭归县，一說湖北荊州紀南）人，自稱是上古五帝之一高陽氏的後裔，為中國戰國時期詩人、政治家，其先祖屈瑕受楚武王封於屈地，因以屈為氏。官拜左徒，為楚王近臣。
屈原受楚懷王信任，且有楚國第一詩人的美稱，任三閭大夫，常與楚懷王商議國事，主張楚齊兩國聯合，共同抗衡秦國，多次反對楚懷王與秦國交好的舉動。在秦昭王扣留楚懷王之後，屈原繼續輔佐楚頃襄王。楚頃襄王六年（前293年）楚頃襄王謀劃再與秦國講和。屈原斥責楚頃襄王和子蘭，楚頃襄王大怒，上官大夫靳尚在頃襄王面前说屈原的坏话，屈原因此被驅逐出楚國的都城郢，被流放於更偏遠的江南地區。歷時十八年。然而，正是因為被流放，使得屈原廣泛地接觸了底層的人民群眾，也接觸了豐富生動的楚國民間文化，留下了千古絕唱《離騷》。
楚頃襄王二十一年（前278年）秦武安君白起率軍攻破郢都，楚頃襄王被迫遷都。屈原雖日夜思念郢都，卻因被放逐而不能回朝效力祖國而十分痛苦和悲傷，從行至長江邊，作《懷沙》一賦。懷抱一石，投入汨羅江而死。後世端午節吃粽子即是為紀念屈原。

## 家世

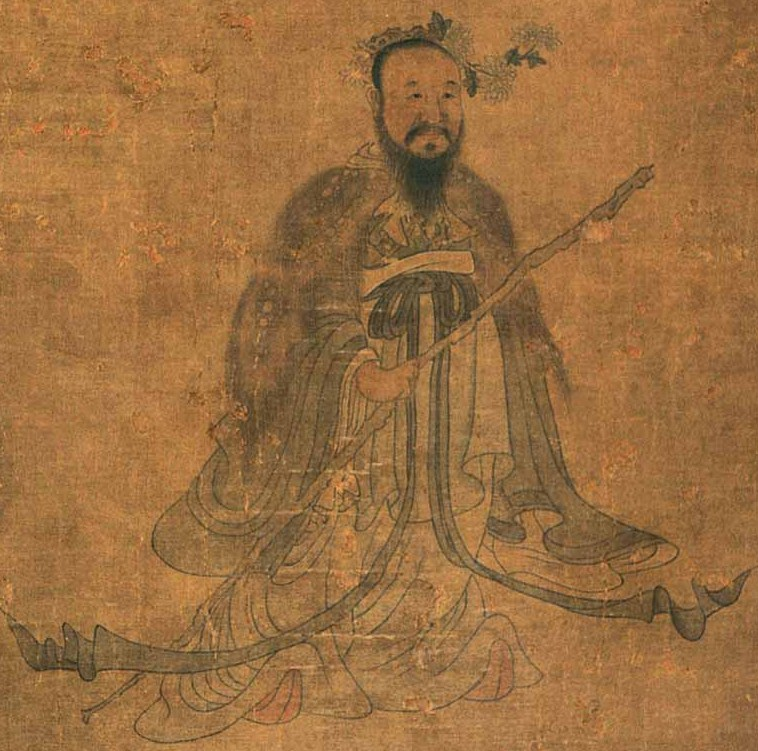
屈原像，明陈洪绶繪

屈原出自楚国公族屈氏，屈氏与昭氏、景氏并称王族三姓，屈原曾任三闾大夫，據說就是掌管昭、屈、景三氏的事務。屈，昭，景为楚国大姓。屈氏子孫如屈重、屈完、屈到、屈建等，在楚國都曾擔任過要職。屈原的父親叫伯庸。到了屈原這一代，屈氏为高官的人不多，只有屈原和後來被秦國俘虜的大將屈匄。屈原楚辭《九章》中的《惜誦》曾說道：「忽忘身之賤貧」。可能当时貴族家庭已衰落。

## 出生

### 生地
屈原的生平与事迹主要见于司马迁《史记·屈原贾生列传》的记载，但由于列传未记载屈原的出生地，以至屈原籍贯众说纷纭，莫衷一是。
- 秭歸說

现存的先秦史籍中均找不到关于屈原的记载。而最早记载屈原的出生地在秭归的当属东晋袁山松（一作袁崧）的《宜都山川记》（亦称《宜都记》）和南朝宋盛弘之的《荆州记》。云屈原故里秭归乐平里犹存有旧田宅、石屋基、玉禾田及屈原贤姊的女媭庙、捣衣石等遗迹。据北魏郦道元《水经注·江水注》引袁山松《宜都山川记》云：“秭归，盖楚子熊绎之始国，而屈原之乡里也。原田宅于今具存。”又说：“（秭归）县北一百六十里有屈原故宅，累石为室基，名其地曰乐平里。宅之东北六十里，有女媭庙，捣衣石扰存。”晋庾仲雍《荆州记》亦有“今其地名乐平。”相同记载。（“乐”读yuè乃“生”之意，引东汉高诱注释《淮南子?本经》“天覆以德，地载以乐”云：“乐，生也。”;“平”即指屈原，《史记·屈原列传》：“屈原者，名平。”;“里”即指故居，《说文》曰：“里，居也。”即“乐平里”为“屈原诞生之地”之意。）稍后唐代归州刺史王茂元于元和十五年（820年）在城东五里首建屈原祠，作《楚三闾大夫屈先生祠堂铭并序》，称屈原“秭归人也”，又言屈原“旧宅之址存焉”。北宋邵博《闻见后录》亦载：“归州屈沱，屈原故居也。上有屈原祠、墓。”朱熹注屈原“有鸟自南兮，来集汉北”句说：“鸟盖自喻，屈原生于夔峡，而仕于鄢郢，是自南而集于汉北也。”朱熹此注一出，“屈原出生秭归”便成了定论。清《康熙字典》亦收录“屈原出生秭归”之说。郭沫若在《屈原研究》一文中考证也肯定屈原“是生在秭归县的人”。
- 紀南說

持紀南说则认为屈原自述《哀郢》一文中有“去故乡而就远”，“去终古之所居”句，表明郢都（今荆州区纪南镇纪南城）是屈原终古之所居，更何况也考古发现纪南城为楚三大贵族（屈、景、昭）的居住地。另从屈原家族世袭三闾大夫之职看，屈原出生于郢都可能性较大。其实早在西汉东方朔《七谏·初放》亦载有“平生于国兮，长于原野”，国指国都郢，屈原当然是今荆州人。遗憾的是《七谏·初放》是一篇纯文学作品，其可信度大打折扣。事实上北魏郦道元《水经注》在引用袁山松《宜都山川记》云：“屈原有贤姊，闻原放逐。亦未归，喻令自宽全。乡人翼其见从。因名曰秭归。即《离骚》所谓女媭媛以詈余也。”遗憾的是后人引用秭归县命名时，唯对郦道元“余谓山松此言，可谓因事而立证，恐非名县之本旨矣”不予引用，难免有断章取义之嫌。值得一提的是，郦道元曾任过东荆州刺史，其《水经注》多次引用屈原诗赋，但却没有屈原生于秭归的记载。明成化年间编纂的《湖广图经志》中，把屈原与其父伯庸都列为江陵（今荆州市荆州区）名人。清宜都人杨守敬作《水经注疏》亦对“屈原出生秭归”也是持谨慎态度的，对郦道元“余谓山松此言，可谓因事而立证，恐非名县之本旨矣”一句没作任何注释。江陵人汪洪在《屈原籍贯考》一文（附在《江陵县志·人物志》）中则明确指出屈原乃是江陵县纪南镇松柏村一带人。中国屈原学会名誉理事张世春认为，屈原遗迹传说源于宋玉的《高唐赋》与《神女赋》，说屈原出生于秭归难免有牵强附会之感。
- 西峽說

### 生年
屈原的出生日期，據近代許多人研究的結果，大概不出於楚宣王二十七年（前342年）到三十年（前339年）之間。屈原在《離騷》中說：

「攝提貞于孟陬兮，惟庚寅吾以降」。
這句是說太歲星逢寅。

### 取名

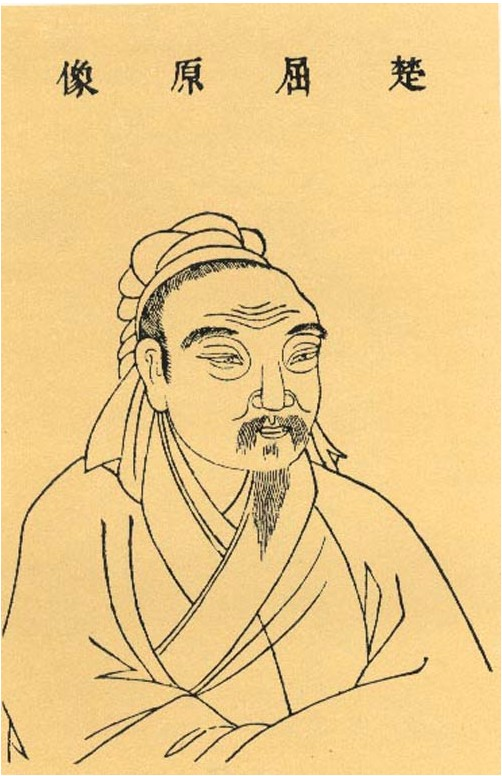
屈原

屈原覺得自己的生辰有些與眾不同，所以他在《離騷》中說：

「皇覽揆余初度兮，肇錫余以嘉名，名余曰正則兮，字余曰靈均」。

這4句是說：父親看到我生辰不凡，給我起了個好名字，名字叫做「平」，字名叫做「原」。而東漢王逸在《楚辞章句》中解釋屈原的名字時說：

「正，平也；則法也」，「靈，神也；均，調也。言正平可法者，莫過於天，養物均調者，莫神於地。」

所以名「平以法天」，字「原以法地」。同他的生年月日配合起來，照字面上講，「平」是公正的意思，平正就是天的象徵；「原」是又寬又平的地形，就是地的象徵，屈原的生辰和名字正符合「天開於子，地辟於丑，人生於寅」的天地人三統。
先秦名字异文很多,与史记屈传记载不同也是可能的,楚人的先祖鬻熊,又叫穴熊，荆人，季连，毓酓。字"灵均"跟巫有关,有可能是他作为神尸的时候的名字。

## 经历

### 初任左徒
屈原是楚國貴族。精通歷史、文學與神話，洞悉各國形勢和治世之道；人聰明，口才好。司馬遷《史記》說他「博聞強志」、「嫻於辭令」，20多歲就做了楚懷王的左徒，只比楚國的宰相：令尹低一級。他對內和楚王討論國家大事，發佈號令，對外接待賓客，應付諸侯。楚王很信任他，還讓他草擬法令，又讓他出使齊國，聯齊抗秦。足見屈原曾是楚國兼管內政外交的重要官員。但他的改革精神和措施，卻招來了楚國貴族大臣們的反對和嫉妒。反對者的代表就是楚懷王的寵妃鄭袖、兒子子蘭和上官大夫靳尚。這批人只想維護自己的貴族特權，而忽略了國家的長遠利益。这批人整天圍在楚懷王身邊，左右懷王的言行。楚懷王听信了谗言，漸漸疏遠了屈原。

### 第一次流放（漢北地區）

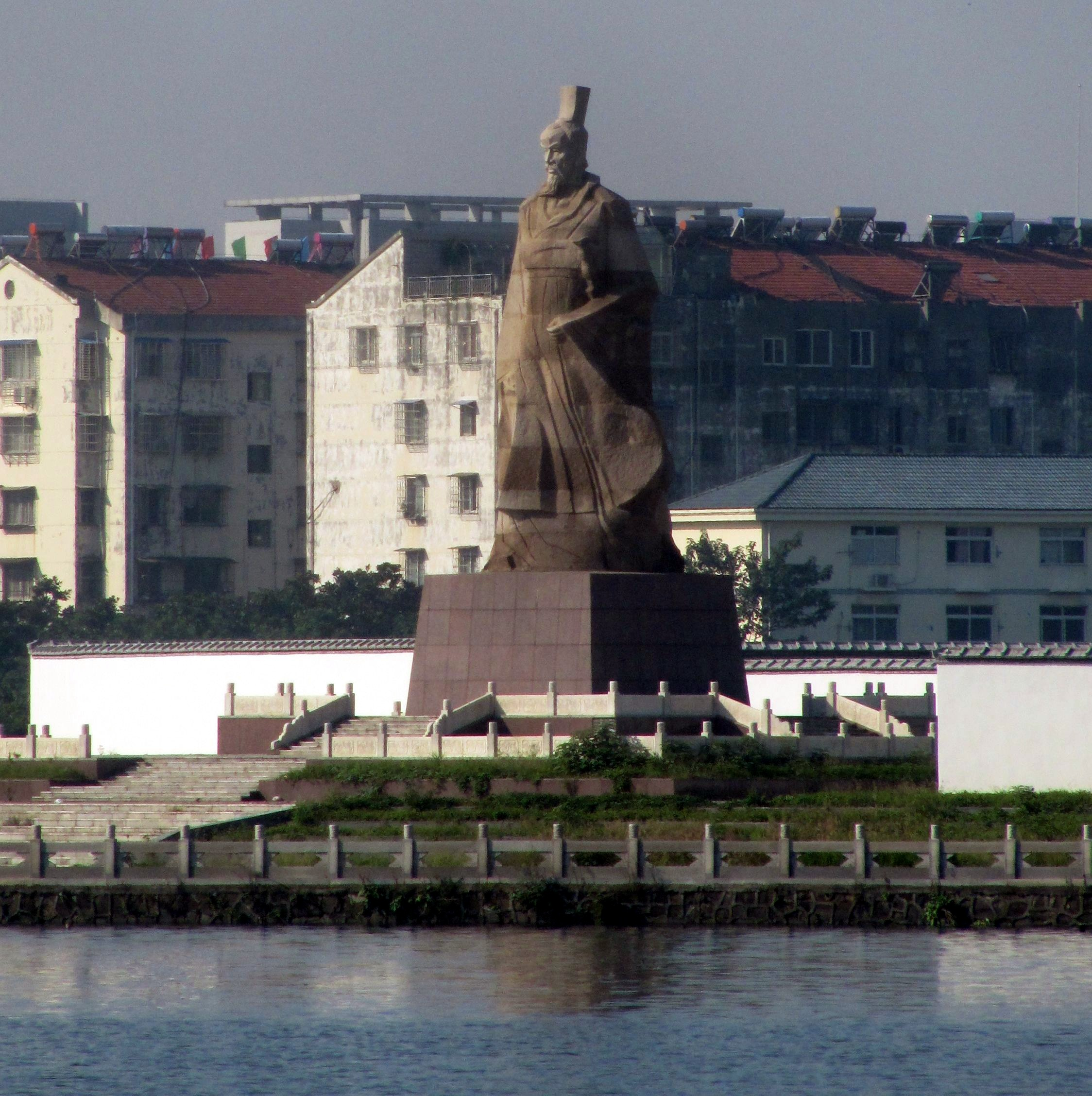
荊州的屈原巨型雕像

楚懷王十六年（前313年），為了破楚、齊聯盟，秦國派張儀帶了很多銀錢到楚國活動。張儀賄賂了楚國的一批權貴寵臣，又欺騙楚王說：「楚國如果能和齊國絕交，秦國願意獻出商、於一帶六百多里土地。」利令智昏的楚懷王聽信了張儀的話，就把相印授予張儀，封張儀為相；貪圖六百里的商、於之地，真的和齊國斷絕了合縱之盟；還派人跟張儀去秦國受地。張儀回秦國後裝病，三個月不見楚使。懷王還以為是張儀怪他絕齊不夠堅決，又派人去辱罵齊王一通。齊王大怒，斷絕了和楚的合縱，反而和秦國聯合起來了。這時張儀才出面對楚使說：「您為什麼不接受土地呢？從某地到某地，長寬六里。」六百里變成了六里，楚使很生氣，歸報懷王，懷王大怒，先後兩次興師伐秦，結果都被秦打敗，喪失八萬軍隊，大將軍屈匄、裨將軍逢侯丑等70餘人被秦軍俘虜，還被佔去漢中大片土地。
這時懷王稍有醒悟，「悔不用屈原之策」，於是復用屈原，讓他出使齊國，重修楚齊之盟。秦國兩次大敗楚軍之後，也怕齊、楚復交，於是主動提出退還漢中之地的一半以求和。楚懷王恨透了張儀，提出不要漢中地，只要張儀頭。秦惠王本不同意，張儀卻胸有成竹地說：「以我張儀一個人就能抵得上漢中的土地，臣願意到楚國去。」張儀到楚以後，賄賂了鄭袖、靳尚之流，在楚懷王面前一番花言巧語之後，楚懷王又把張儀給放了，還和秦王結下了婚姻關係。等到屈原使齊回來，說明利害，懷王想追回張儀已來不及，楚國對齊國又一次失去信用。楚懷王二十四年（前305年），楚又一次背齊合秦，去秦迎親；第二年（前304年），懷王還與秦王會於黃棘（今河南新野縣東北）、接受了秦退還的上庸之地（今湖北竹山縣）。當時屈原雖竭力反對，結果不但無效，反而遭到了第一次流放，流放到了漢北地區（今安康一帶及漢水上游地區）。
楚懷王二十六年（前303年），齊、韓、魏三國攻楚，聲討楚違背縱約。楚向秦求救，還把太子送到秦國作人質。第二年，楚太子殺了秦大夫逃回楚國。前301年，楚懷王二十八年，秦以此為借口，聯合齊、韓、魏攻楚，殺楚將唐昧，佔領了重丘（今河南泌陽縣東北）。第二年又攻楚，消滅楚軍2萬，又殺楚將景缺。這時懷王才又想起齊楚聯盟的重要，讓太子質於齊以求齊楚聯盟反秦。前299年，秦又攻楚，取楚八城。趁這形勢，秦昭襄王「邀請」懷王在武關（今陝西省商洛市商州区東）相會。
屈原此時已從漢北的流放地返回，担任三闾大夫，掌管屈、景、昭三氏谱牒，主持祭典，管理公族教育。他和昭雎等一起，力勸懷王不要赴會，說：「秦，虎狼之國，不可信，不如無行。」可懷王的幼子子蘭怕失去秦王歡心，竭力慫恿懷王前去。結果懷王一入武關，就被秦軍扣留，劫往咸陽，要脅他割讓巫郡和黔中郡。楚懷王被劫往咸陽，楚由齊迎歸太子橫立為頃襄王，公子子蘭為令尹，不肯向秦割讓土地，秦又發兵攻楚，大敗楚軍，斬首5萬，取十六城。前296年，頃襄王三年，懷王死于秦國，秦國将他的屍體送回楚國安葬。楚國人都憐憫他，如同哀悼自己的父母兄弟。諸侯由此認為秦國不義。秦國、楚國斷絕交往。

### 第二次流放（江南地區）

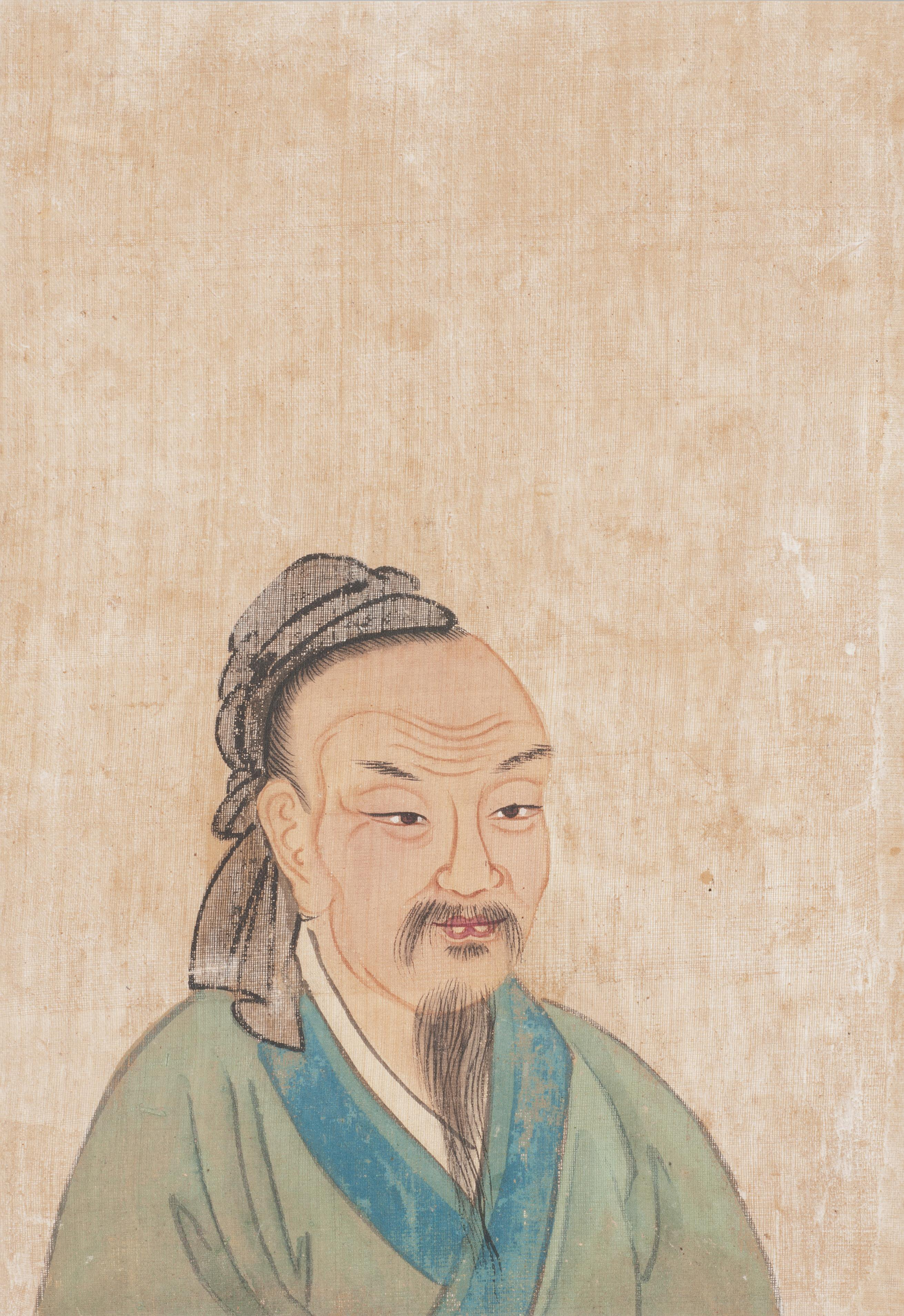
屈原

前293年，頃襄王六年，秦國派白起前往伊闕攻打韓國，取得重大勝利，斬首24萬。秦國於是送給楚王書信說：“楚國背叛秦國，秦國準備率領諸侯討伐楚國，決一勝負。希望您整頓士卒，得以痛快地一戰。”楚頃襄王很憂慮，就謀劃再與秦國講和。這對屈原來說是絕對不能容忍的。他和楚國人民一樣，一方面責怪子蘭不該勸懷王入秦，以至使懷王死在秦國，又責怪他不該慫恿頃襄王向秦國屈膝投降。他寫詩抒情，表達了他眷顧楚國，繫心懷王，不忘欲反」的感情，又指出，懷王最後落到客死他國的下場，就是因為「其所謂忠者不忠，而所謂賢者不賢也」。這對子蘭形成了威脅，於是子蘭指使靳尚到頃襄王面前進讒，使屈原第二次被流放到南方的荒僻地區。這次流放的路線，按《哀郢》分析，是從郢都（湖北省江陵縣）出發，先往東南順江而下經過夏首（湖北省荆州市沙市区東南）、遙望龍門（郢都的東門）經由洞庭湖進入長江，然後又離開了夏浦（湖北漢口），最後到了陵陽（據說是今安徽青陽縣南）。

### 寫作
從頃襄王六年到十八年，楚國基本上被秦國掌握，俯首聽命，不敢動彈。屈原對此痛心疾首，卻又無能為力，眼看著國勢日弱，民生多艱，只好以詩歌來抒發自己憂國憂民的心情。

### 自盡

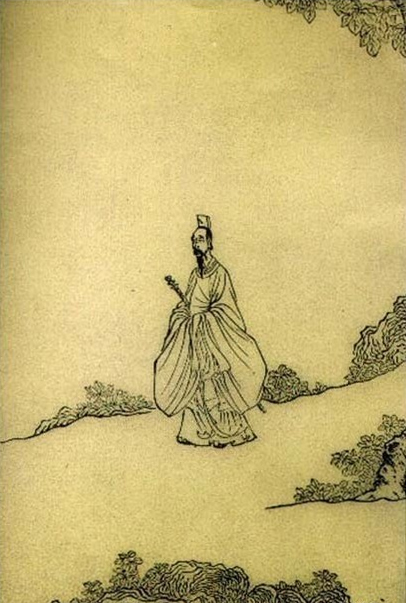
陈洪绶《屈子行吟图》

秦昭襄王對楚頃襄王的妥協退讓，並不滿足。楚頃襄王十九年（前280年），秦將司馬錯攻楚，楚割讓上庸、漢北地；第二年，秦白起攻楚，取邪、鄧、西陵；頃襄王二十一年（前278年）白起更進一步攻下了郢都，頃襄王只好跟那些執政的貴族們一起，狼狽不堪地逃難至陳都，「保於陳城（今河南淮陽縣）」。《哀郢》所說：

「皇天之不純命兮，何百姓之震愆？民離散而相失兮，方仲春而東遷。」

就是描述這一片倉惶混亂的狀況。屈原在這前後，曾沿江西上，還想看一看這滿身瘡痍的祖國和他終身輔佐的楚王。結果只看到強秦的步步進逼、楚國朝廷的腐敗和昏庸。想為楚王「奔走以先後」，「雖九死其猶未悔」的屈原，眼看著祖國一步步走向滅亡，自己卻不能有一點作為，就埋下了以身殉國的思想，他過鄂渚（湖北武昌），入洞庭，溯沅水，經枉陼（湖南常德武陵縣）至辰陽（湖南辰溪），又折向東南，入於溆浦，暫時停留下來。不久又下沅江，入洞庭，渡湘水，到了長沙附近的汨羅江，楚都被秦攻破後，在極度苦悶、完全絕望的心情下，於農曆五月五日投江自盡了；約為前278年6月6日，頃襄王二十一年，當時屈原62歲左右。直至55年後的前223年，楚國被秦所滅。
屈原作《漁父》，藉與一名道家思想的漁夫的對答，表明自己不與世沉浮的決心:

屈原既放，游於江潭，行吟澤畔，顏色憔悴，形容枯槁。漁父見而問之曰：“子非三閭大夫與！何故至於斯？”屈原曰：“舉世皆濁我獨清，眾人皆醉我獨醒，是以見放。”漁父曰：“聖人不凝滯於物，而能與世推移。世人皆濁，何不淈其泥而揚其波？眾人皆醉，何不餔其糟而歠其釃？何故深思高舉，自令放為？”屈原曰：“吾聞之，新沐者必彈冠，新浴者必振衣；安能以身之察察，受物之汶汶者乎？寧赴湘流，葬於江魚之腹中。安能以皓皓之白，而蒙世俗之塵埃乎！”漁父莞爾而笑，鼓枻而去，乃歌曰：“滄浪之水清兮，可以濯吾纓；滄浪之水濁兮，可以濯吾足。”遂去，不復與言。

## 作品

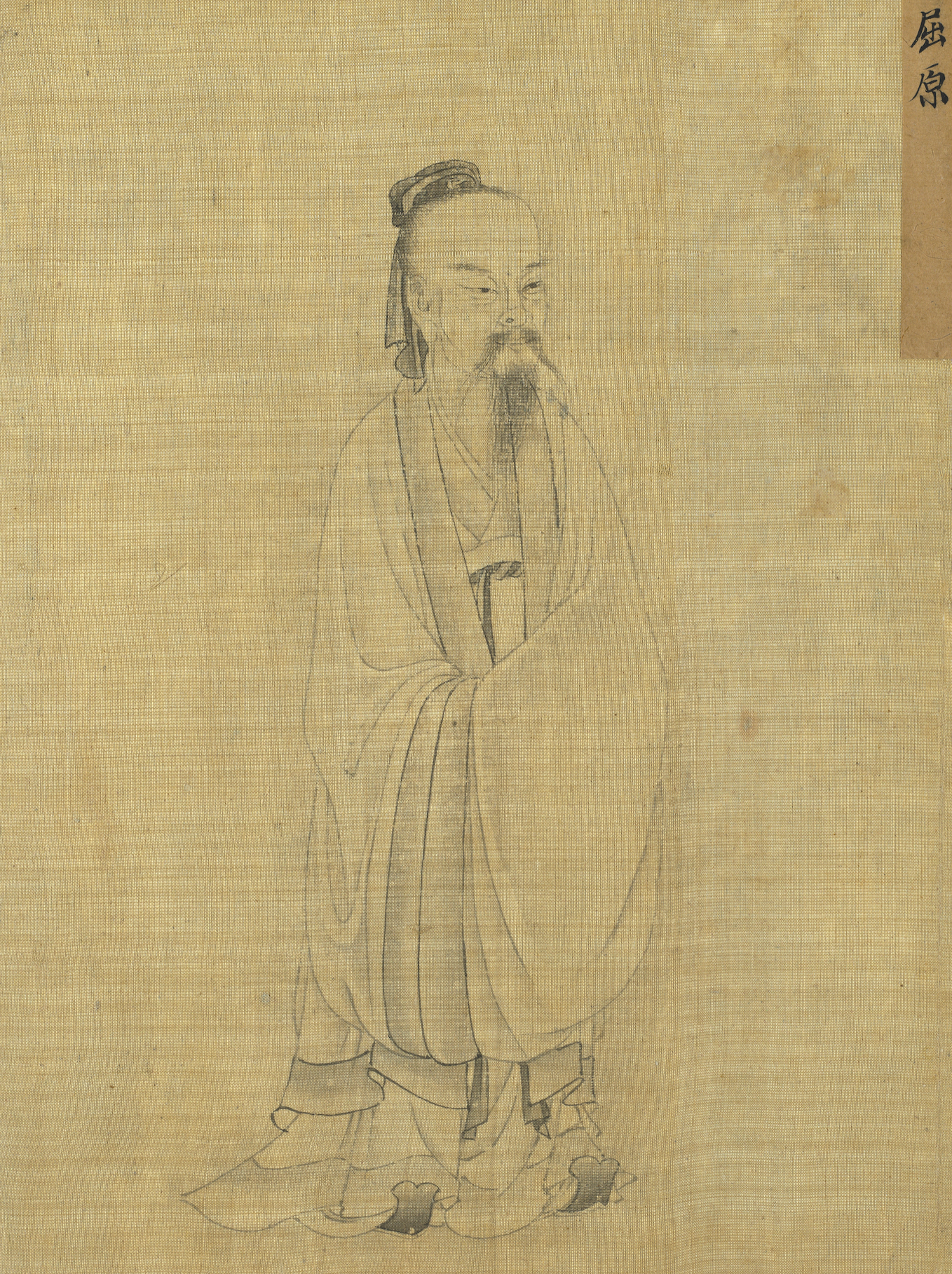
屈原

屈原是個詩人，從他開始，中國才有了以文學著名於世的作家。他創立了「楚辭」這種文體，被譽為「衣被詞人，非一代也」。他留下的作品，據《漢書·藝文志》記錄共25篇。雖然有的篇章是否為屈原所作，還有疑議，但可以確定是屈原作品的還是佔多數。如《離騷》，就是屈原最主要的代表作品，描寫楚國的特殊名物。屈原作品充滿濃厚的浪漫主義與地方色彩，「書楚語、作楚聲、紀楚地、名楚物」，吸收神話傳說素材，感情激越，熱烈奔放，多寫個人情志與想像，想像豐富，善用比興與誇張手法。語言運用上，屈原作品突破詩經格式，運用「兮」、「些」、「只」等虛助詞，加強節奏感和音樂感，並常見雙聲疊韻、對仗與疊字。

### 《离骚》
《離騷》訴說屈原的政治理想，批評群小的誹謗打擊與楚王的妄信讒言，理想雖遭破壞，但自己決不妥協。《離騷》設想上天下地，上叩帝閽，但天門不開，屈原陳志無路，於是有去國遠逝之想，又望見自己的故鄉，最後決定以身殉國。
《離騷》是屈原在流放中的代表作品也是他一生中最偉大的詩篇。全篇三百七十三行，共二千四百九十個字，屈原將他的思想、感情、想像、人格融合為一，通過綺麗絢爛的文采和高度的藝術手法，傾吐自己的歷史、遠大的政治理想，表達對於昏庸王室和腐敗貴族的憤恨，也表達了不與權貴妥協的意志，流露愛國家愛人民的深厚感情。《離騷》具有浪漫主義色彩，尤其是後半篇表現得更加濃烈。它採用了「比興」手法，以生動的比喻，營造出一種幽遠的意境。詩人還大量利用神話傳說、歷史人物、日月風雲、山川流沙等，構成一幅異常雄奇壯麗的圖畫。《離騷》文采絢爛，結構宏偉，形式多變，把敘事、抒懷和幻想交織在一起，對後世文學的藝術技巧啟發甚多。

### 《九章》
九章包含《懷沙》、《惜誦》、《涉江》、《哀郢》、《抽思》、《思美人》、《惜往日》、《橘颂》和《悲回風》。其中《惜往日》一篇，宋魏了翁、清曾國藩和吳汝綸等都懷疑不是屈原所作。

#### 《哀郢》
《哀郢》傾訴他對國都淪陷和國家前途的無限哀傷，對人民的顛沛流離則寄予深厚的同情，並指出國破家亡的原因。本篇作於秦將白起破郢，楚王遷陳之年，敘述他春天離開郢都，經過夏首洞庭而至夏浦。路程日遠，悲痛日深。篇中有百姓震愆，人民離散，大夏為丘，東門荒蕪的話，確實有國破家亡之痛。篇中強烈地表示出他甘願死於故鄉，和傷悼鄉土故國的深厚情感。因此在《哀郢》中所表現的感情，最為憂鬱，最為哀苦。 

#### 《怀沙》
本篇是敘述屈原從西南的漵浦到東北的汨羅的作品，是屈原絕命前不久之作。表現情感極為沉痛。

#### 《抽思》
寫放逐異域，孤苦伶仃的情懷。屈原一面追念北上的君王，一面又懷戀南方的故都。因為心中積壓國家鄉愁和種種痛苦的感情，所以產生一股難以排遣的哀怨。

#### 《思美人》
亦為思念懷王之作。作《抽思》時懷王未死，故有「惸獨不群，無媒在側」之歎；到了《思美人》，懷王可能已死，故有「媒絕路阻」之語。想抒發哀情，只好寄言於浮雲，致辭於歸鳥了。

#### 《橘頌》
通過描寫橘子的形態，以歲寒不凋的堅貞品格，來比擬自己秉承天賦美好的本質，堅守清高的立場，而不會隨波逐流。

### 《天问》
《天問》對自然現象、神話傳說和古代史事提出了一百多個問題。屈原放逐以後，憂鬱徬徨，精神上起了劇烈的動搖，舊信仰完全崩潰，對於自然界現象，古代的歷史政績，宗教信仰，以及自己的人生觀，都起了懷疑，因而發出種種問題。正是司馬遷所說的苦極呼天、人窮反本的意思。在篇中，屈原提出了百多個關於自然現象、神話傳說和古代史事的問題。在古史和神話學的研究上極有價值。
本篇無論內容形式與情調，都與屈原其他的作品不同。故顾頡剛等懷疑不是屈原的作品。

### 《九歌》

傳為宋朝張敦禮所作的《九歌圖》局部

九歌是一套祭祀神鬼的舞曲。它的原始材料，大部份是楚國民間的祭神歌曲，是南方各地流行的巫歌，再編成歌、樂、舞合一的祭祀鬼神的舞曲，極富浪漫色彩，是中國歌舞的雛形。內容包括《東皇太一》（尊貴的天神）、《雲中君》（雲神，一說為雷神）、《湘君》和《湘夫人》（愛神）、《大司命》和《少司命》（命神）、《東君》（日神）、《河伯》（河神）、《山鬼》、《國殤》、《禮魂》（歌劇的尾聲）。
《山鬼》全篇是山間女神的獨白，訴說自己思慕戀人之苦和對愛情的忠貞專注。《國殤》追悼為國犧牲的將士，寫戰爭場面的慘烈，與戰士的勇敢殺敵，悲壯成仁。

## 争议

### 屈原是否存在
1906年廖平作《楚辞新解其他则为“屈子所传”，而“《楚辞》为孔子天学，《诗》之传记，与道家别为一派”。1918年廖平又作《五变记》稱《楚辞》“辞意重复，非一人之著述，乃七十博士为始皇所作仙真人诗，采风雅之微言，以应时君命”。
1922年胡適在《讀楚辭》中宣稱︰“《九歌》與屈原的傳說絕無關係，細看內容，這九篇大概是最古之作，是當時湘江民族的宗教歌舞。……屈原是誰？這個問題是沒有人發過問的。我現在不但要問屈原是什麼人，並且要問屈原這個人究竟有沒有？”
曾在台湾辅仁大学任教的学者卫聚贤则认为“屈原”实际上是西汉名臣贾谊自认的“冤屈”之颠倒写法，所以没有屈原这个人。

## 地位與評價
司馬光認為屈原自沉汨罗江是奇節，因此《資治通鑑》裡並沒有記載屈原的事蹟。
清道光年間思想家、文学家汤鹏：“是故燕惠王有乐毅而不能用，楚怀王有屈平而不能用，项羽有范增而不能用，汉文有贾谊而不能用，唐德宗有陆贽而不能用，宋神宗有苏轼而不能用，此左右谮愬之罪也，此乾坤憾事也。”
中华人民共和国剛成立不久，為了呼應世界和平理事會、爭取國際地位，中華人民共和國文化部決定由郭沫若、游國恩、鄭振鐸等人組成「屈原研究小組」，並將屈原的作品整理成集，以白話文的形式出版發行。
高麗文人李奎報在《東國李相國集》中作“屈原不宜死論”以評價：“古有殺身以成仁。若比干者是已。有殺身以成節者。若伯夷叔齊是已。比干當紂時。其惡不可不諫。諫而被其誅。是死得其所而成其仁也。虎王伐紂。猶有慙德。凡在義士。不可忍視。故孤竹二子。扣馬而諫。諫而不見聽。恥食其粟而死。是亦死得其所而成其節也。若楚之屈原。擧異於是。死不得其所。祇以顯君之惡耳。夫讒說之蔽明。邪諂之害正。自古而然。非楚國君臣而已。原以方正端直之志。爲王寵遇。專任國政。宜乎見同列之妬嫉也。故爲上官大夫所譖。見疏於王。此固常理而不足以爲恨者也。原於此時。宜度王之不寤。滅迹遠遁。混于常流。庶使其王之惡。漸久而稍滅也。原不然。復欲見容於襄王。反爲令尹子蘭所讒。放逐江潭。作湘之纍囚。至是雖欲遁去。其可得乎。是故。憔悴其容。行吟澤畔。作爲離騷。多有怨曠譏刺之辭。則是亦足以顯君之惡。而乃復投水而死。使天下之人。深咎其君。乃至楚俗爲競渡之曲。以慰其溺。賈誼作投水之文。以弔其冤。益使王之惡。大暴於萬世矣。湘水有盡。此惡何滅。且紂之惡。久已浮於天下。雖比干不死。未免爲獨夫而取刺於萬世矣。虎王擧大義忘小嫌。卒王天下。功業施于萬世矣。則其德不以二子之死大損也。況二子非虎王之臣也。乃紂之臣。諫伐其君而死。以成其節也。何與於虎王哉。若懷王則聽讒疏賢而已。當時此事。無國無之。原若不死。則王之惡。想不至大甚。吾故曰。原死非其所。以顯其君之惡耳。予之此論。乃所以雪原之冤。而益貶其君之惡。庶以諷後之信讒斥賢耳。非固譏原也。惜也其死之非其所宜也。嗚戲。”

## 紀念文資

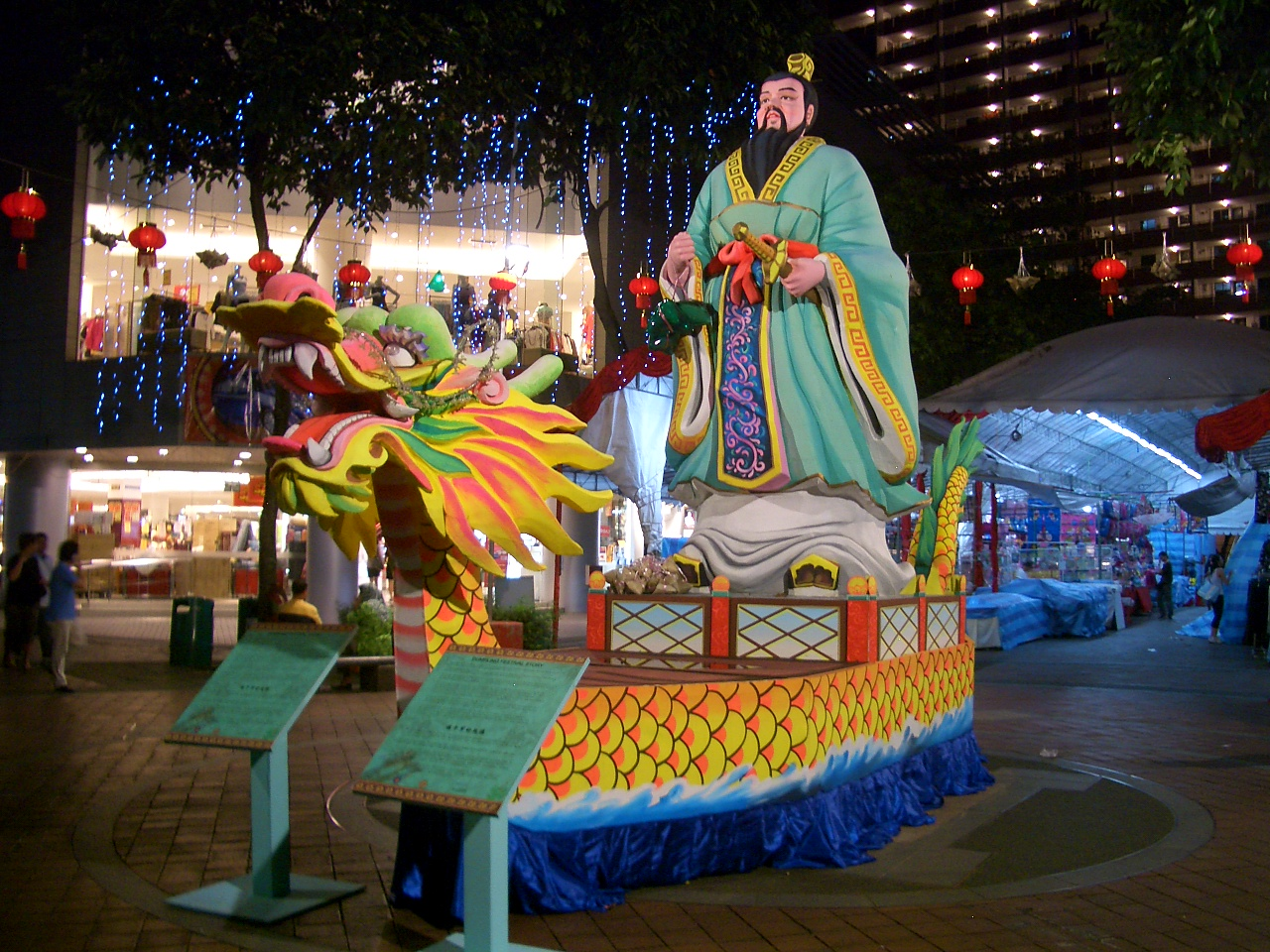
紀念屈原是華人端午節特有習俗，图中为新加坡四马路的端午节灯饰

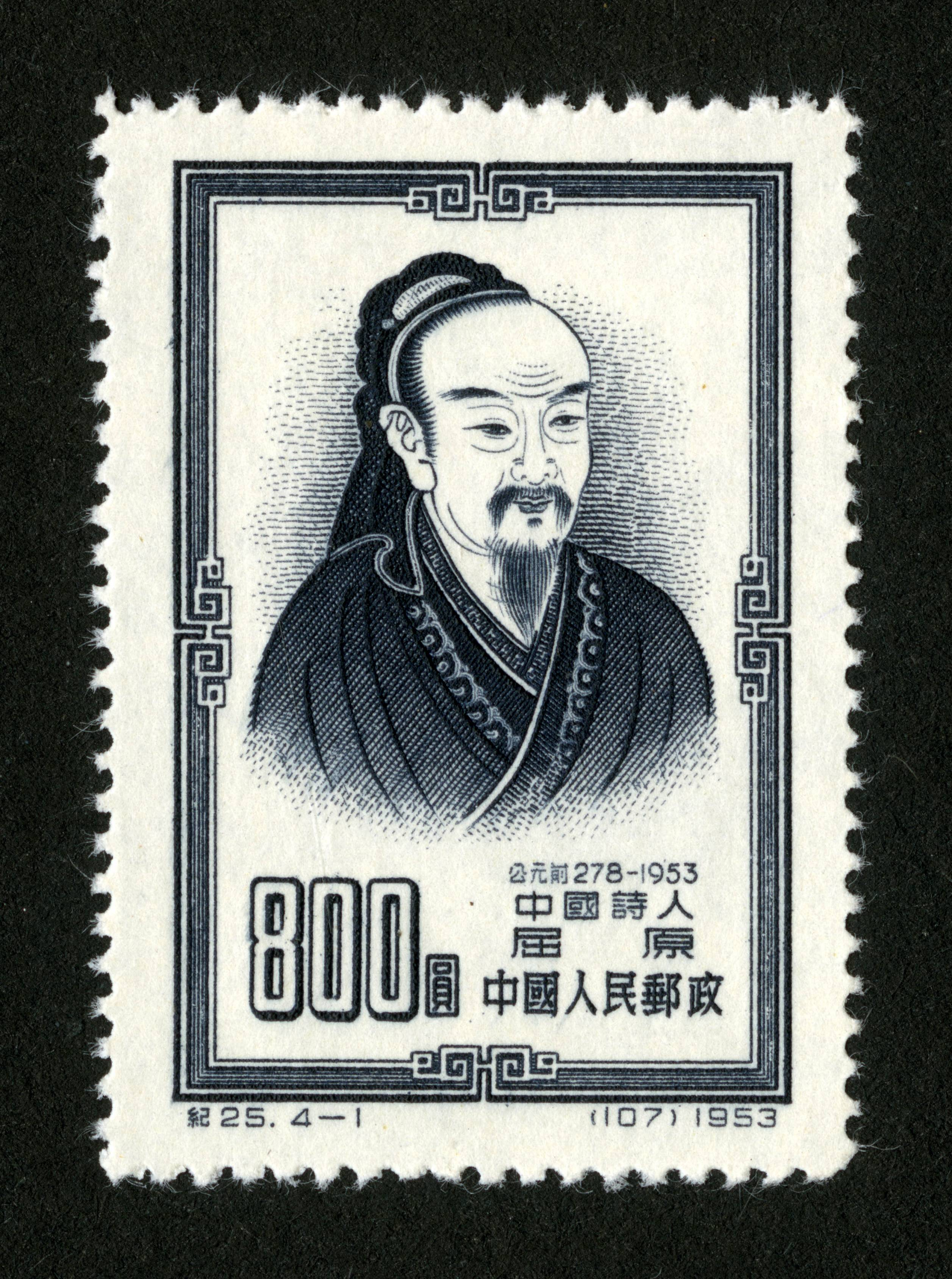
纪念邮票：中国诗人屈原

每年的農曆五月初五為端午節，东亚各地的人們會在这天紀念屈原。
楚國人民十分想念屈原，民間流傳吃粽子、賽龍舟的習俗，都和屈原有關。賽龍舟相傳是為了打撈屈原的屍體，或以鼓聲嚇走吃屈原遺體的魚。（一說是為了紀念越王勾踐操練水師，另說則是紀念伍子胥）不過仍然充分反映了人們對屈原的熱愛，也說明了屈原在人們心目中的地位。
吴钧《續齊諧記》記載據說屈原死後，人們投祭屈原的食品，都被蛟龍搶走了，而蛟龍卻忌憚楝樹葉和五色絲線，所以人們就把米包成粽子來祭祀屈原。另說則是紀念伍子胥。
這些傳說都不可靠，據聞一多《端午考》考證在屈原投江之前，吳越一帶已有端午節存在，但從屈原2200多年前逝世一直到今天，中國社會主流所公認的一直是端午節祭祀屈原。
由於屈原忠君愛國，卻不得不自殺於江邊，後人將其奉為諸「水仙王」之一，認為屈原在天之靈可以保佑漁民、船員及水上貿易商旅。
中国火星探测任务命名为“天问一号”，「天問」一詞即取材自《楚辭》中屈原所創作的長詩《天問》，以此提出自己的疑問，表達了對真理執著的追求。此命名並非為火星任務的專屬命名，其他的行星任務將也會以此為命名方向，只是編號不同。
- 屈原故里(丹陽)：湖北省宜昌市秭歸縣茅坪鎮濱湖社區鳳凰山
- 屈原墓：湖南省岳陽市汨羅市(汨羅江北岸)屈子祠鎮雙楚村、永青村境內的汨羅山。
- 屈子祠，又名屈原廟，三閭廟(建於漢代)：湖南省岳陽市汨羅市汨羅江畔的玉笥山麓
- 屈原宮-水仙尊王(1980)：臺北市北投區洲美里洲美街122號
- 屈原銅像：臺灣彰化縣彰化市寶廍里彰化景觀公園安置一座，由中國湖北省宜昌市秭歸縣屈原故鄉，所致贈高1.8公尺高的黃銅像。而景觀公園對面有一座由屈原後代子孫集資興建屈原宮
- 寶廍屈原宮-玉皇大帝/水仙尊王(2019)：臺灣彰化縣彰化市寶廍里寶廍路336號